# Highland City
Highland City es un lugar designado por el censo ubicado en el condado de Polk en el estado estadounidense de Florida. En el Censo de 2010 tenía una población de 10.834 habitantes y una densidad poblacional de 520,28 personas por km².

## Geografía
Highland City se encuentra ubicado en las coordenadas 27°57′46″N 81°52′41″O / 27.96278, -81.87806. Según la Oficina del Censo de los Estados Unidos, Highland City tiene una superficie total de 20.82 km², de la cual 20.74 km² corresponden a tierra firme y (0.41%) 0.09 km² es agua.

## Demografía
Según el censo de 2010, había 10.834 personas residiendo en Highland City. La densidad de población era de 520,28 hab./km². De los 10.834 habitantes, Highland City estaba compuesto por el 81.02% blancos, el 9.45% eran afroamericanos, el 0.42% eran amerindios, el 4.22% eran asiáticos, el 0.04% eran isleños del Pacífico, el 2.81% eran de otras razas y el 2.04% pertenecían a dos o más razas. Del total de la población el 12.71% eran hispanos o latinos de cualquier raza.